# بيزانو

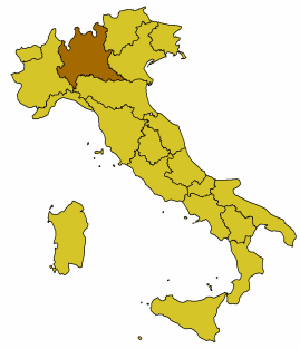
خريطة تبين موقع بلدية بيزانو

بيزانو (بالإيطالية:Besano) هي بلدة في مقاطعة فاريزي (لومبارديا) في إيطاليا مع الحدود السويسرية، يبلغ عدد سكانها 2.350 ساكن. البلديات المجاورة لها هي بيسوشيو، كوازو ألمونتي، ميردي، بورتو كيريزيو، وفيجيو.

## السكان
في سنة 1861 بلغ عدد السكان 988 نسمة، وتطور العدد ليصل في سنة 2011 لـ 2٬603 نسمة.
يظهر هذا المخطط البياني تطور النمو السكاني لـ بيزانو